# Bloxeed
Bloxeed est un jeu vidéo de  puzzle développé par Sega, sorti en 1989 sur borne d'arcade. Le jeu est basé sur le principe de Tetris (1985),.